# WB Games Boston
Pour les articles homonymes, voir Turbine (homonymie).
WB Games Boston (anciennement Turbine Entertainment Software, Second Nature, initialement CyberSpace, Inc.) est une compagnie de développement de jeux vidéo basée à Needham à l'origine de différents jeux de rôle en ligne massivement multijoueur, tels Asheron's Call, Asheron's Call 2, Dungeons and Dragons Online: Stormreach et Le Seigneur des Anneaux Online : Les Ombres d'Angmar, coproduit avec Midway Games.
Turbine a été fondée par Jon Monsarrat, Jeremy Gaffney, Kevin Langevin et Timothy Miller. La société est acquise par Warner Bros. le 20 avril 2010.
En novembre 2018, Warner Bros. Interactive Entertainment décide de renommer le studio.

## Jeux développés
- Asheron's Call (2 novembre 1999)
  - Asheron's Call: Dark Majesty (1er novembre 2001)
  - Asheron's Call: Throne of Destiny (18 juillet 2005)
- Asheron's Call 2: Fallen Kings (22 novembre 2002)
  - Asheron's Call 2: Legions (4 mai 2005)
- Dungeons and Dragons Online: Stormreach (28 février 2006)
- Le Seigneur des Anneaux Online (24 avril 2007)
  - Les Mines de la Moria (18 novembre 2008)
  - Le Siège de la Forêt Noire (1er décembre 2009)
  - L'essor d'Isengard (27 septembre 2011)
  - Les Cavaliers du Rohan (27 septembre 2012)
  - Le Gouffre de Helm (18 novembre 2013)
- Infinite Crisis (26 mars 2015)